# Цунис, Джордж
Джордж Джеймс Цу́нис (англ. George James Tsunis, Йо́ргос Цу́нис, греч. Γιώργος Τσούνης; род. 26 декабря 1967, США) — греко-американский адвокат, бизнесмен, филантроп, советник по вопросам публичной политики, лоббист и дипломат. Посол США в Греции. Известен тем, что президент США Барак Обама выдвигал его кандидатом на пост посла США в Норвегии, однако затянувшееся утверждение Цуниса Сенатом стало причиной отсутствия посла США в Норвегии на протяжении беспрецедентного периода в 23 месяца. В декабре 2014 года отозвал свою кандидатуру.
Являясь греческим лоббистом, Джордж Цунис был одним из тех греков США (Деннис Мил, Джордж Димос и др.), кто сыграл ключевую роль в устранении барьеров и продвижении сделки с Портовым управлением Нью-Йорка и Нью-Джерси по восстановлению Свято-Никольского национального храма-памятника при Всемирном Торговом Центре.
Будучи одним из самых богатых (107 млн долларов, 2017) и активных представителей греческой общины США и диаспоры в целом, является основателем, председателем совета директоров и CEO ООО «Chartwell Hotels» (компания основана в 2006 году).
Работал адвокатом в Городском совете города Нью-Йорк.
Один из крупнейших финансовых доноров Демократической партии США. Так, например, в 2012 году Цунис собрал более 0,5 млн долларов для президентской кампании Барака Обамы, а в 2015—2016 годах поддержал президентскую кампанию Хиллари Клинтон. Его решение финансировать кампании того или иного демократа основывается на их позиции по важным для греческой общины США вопросам, касающимся Вселенского Патриархата, Греции (например, Македонский вопрос) и Кипра (в частности, оккупация северной территории Кипра).
С августа 2016 года — внешний директор компании «Arbor Realty Trust». Также является членом совета директоров фонда «Don Monti Cancer Research Foundation» и совета попечителей частной школы «Академия друзей».
С 1 февраля 2018 года — председатель совета директоров клинической больницы «Nassau University Medical Center».

## Биография
Родился в семье греческих иммигрантов первого поколения Джеймса и Элени Цунисов. Имеет двух сестёр.
Окончил Нью-Йоркский университет со степенью бакалавра гуманитарных наук (1989) и Школу права Университета святого Иоанна со степенью доктора права (JD) (1992).
Будучи практикующим адвокатом, являлся партнёром в ТОО «Rivkin Radler».
10 сентября 2013 года был выдвинут кандидатом на пост посла США в Норвегии, в итоге попав в большое число накопившихся нерассмотренных выдвижений послов по всему миру. Никогда ранее Норвегия не оставалась без американского посла настолько долго. Слушания по кандидатуре Цуниса вызвали некоторые противоречия как в Норвегии, так и в США, причиной чему послужило его признание в том, что он никогда не бывал в Норвегии, и очевидная неосведомлённость о некоторых политических проблемах этой страны. В заявлениях для прессы в декабре 2014 года Цунис сообщил о том, что более не добивается выдвижения своей кандидатуры.
Член Ордена святого апостола Андрея, носит оффикий (титул) архонта ипомнематографа Вселенского Патриархата Константинополя (один из самых молодых архонтов). Также является членом-учредителем независимой организации/специального благотворительного фонда «FAITH: An Endowment for Orthodoxy & Hellenism», оказывающего поддержку организациям Греческой Православной Архиепископии Америки (GOARCH) в продвижении и развитии греческого православия и эллинизма в США, членом Архиепископского совета GOARCH и организации «National Coordinated Effort of Hellenes» (CEH).
Выступает за вывод турецких военных оккупационных сил с северной территории Кипра, разрешение спора между Грецией и Скопье в пользу первой.
В 2011 году стал лауреатом премии «Справедливость для Кипра» от Кипрской федерации Америки, которую ему вручил бывший президент Кипра Димитрис Христофиас.
В марте 2014 года совместно с сенатором США Чаком Шумером возглавлял проходящий в Нью-Йорке ежегодный торжественный парад по случаю Дня Независимости Греции.
В апреле 2017 года Цунис и его супруга выделили 1 млн долларов Онкологическому центру Университета Стоуни-Брук, на которые была учреждена стипендия для проведения биомедицинских исследований по борьбе с раком. Также на средства Цунисов в этом учебном заведении открылся Центр эллинских исследований Джорджа и Ольги Цунис.

## Личная жизнь
С 2004 года женат на Ольге Дж. Андзулис, в браке с которой имеет троих детей. Семья проживает в Ллойд-Харборе (Саффолк, Нью-Йорк).